# Пукцинієві
Пукцинієві (Pucciniaceae) — родина базидієвих грибів класу Pucciniomycetes. Представники родини викликають хвороби рослин, переважно у злакових. Родина містить 20 родів і більше 4900 видів.
Еції переважно з перидієм, подушковидні, короткоциліндричні або кулясті (тип aecidium) або вертикально витягнуті (тип roestelium), іноді без перидія (тип caeoma), оточені парафізами або без них. Ецидіоспори або по 4 на ніжці, або в ланцюжках. Уредоложа бувають як оточені парафізами, так і ні. Уредоспори іноді з парафізами, одноклітинні, по 1 на ніжці. Телейтоспори одно-, двох- або багатоклітинні, переважно на ніжці, але іноді сидячі, скупчені в темно-оранжевих або темно-бурих ложах. Восковидні колонки іноді поодинокі, утворюються під епідермісом. Вони або залишаються вкриті ним, або він проривається. При проростанні клітини телейтоспор дають базидію, на котрій утворюються базидіоспори.